# Emanuil Grigorovitza
Emanuil Grigorovitza (Rădăuți, 1857-Bucarest, 1915) fue un escritor, germanista y profesor rumano.

## Biografía
Nació el 15 de febrero de 1857 en Rădăuti, en Bucovina. Completó la escuela primaria con el padre Stu, luego ingresó al gymnasium superior en Cernăuți y después de asistir a la universidad y graduarse en la escuela normal allí, obtuvo el diploma de profesor de lengua, historia y geografía alemanas para institutos civiles. Permaneció como docente por un año y en 1879 ocupó por primera vez el cargo de director de escuela.
Luego fue intérprete jefe en la antigua compañía ferroviaria Lemberg-Cernăuți-Iaşi y más tarde participó en varios concursos como profesor de secundaria ante la Universidad de Iaşi, tras lo cual fue nombrado profesor suplente de alemán en la escuela secundaria de Iaşi y profesor asistente en la escuela militar de la misma localidad. En 1889, fue nombrado profesor permanente en la escuela normal de profesores de Bucarest y más tarde profesor suplente en la escuela secundaria Sfântul Sava, cargo que cambió en 1890 a profesor permanente en la escuela de oficiales de Bucarest. En 1892, tras obtener su doctorado en filosofía, fue nombrado profesor de lengua rusa en la Escuela Superior Rizbou de Bucarest. Falleció el 6 de diciembre de 1915 en Bucarest.
Durante su actividad como docente en Bucarest publicó diversos escritos didácticos y literarios, entre los que se encontraron obras como Antâia şi q doua carte de lectură germană, Etimologia şi Sintaxa germană, Carte de Exerciţii, Autorii Germani, Fragmente didactice şi teologice de literatura alemana, Dicţionar Scolar român-german (con suplemento de gramática y ortografía), Curs complect de limbă rusă (publicado  bajo los auspicios de la Escuela Superior de Rezboii), Studiu asupra epocelor slave (disertación lingüístico-mitológica en idioma alemán), traducciones al alemán de poemas de Mihai Eminescu, Criminalitate şi boală, Diferite traduceri prosaice şi postei, Impresiuni didactice, Ornicul metric, Tablou sinoptic, Mare Dicţionar Rus-Român şi Român-Rus, Carte de Exerciţii la Sintaxa germană y Lexiconul de Campanie român-rus-bulgar-german.